# 東屯田通

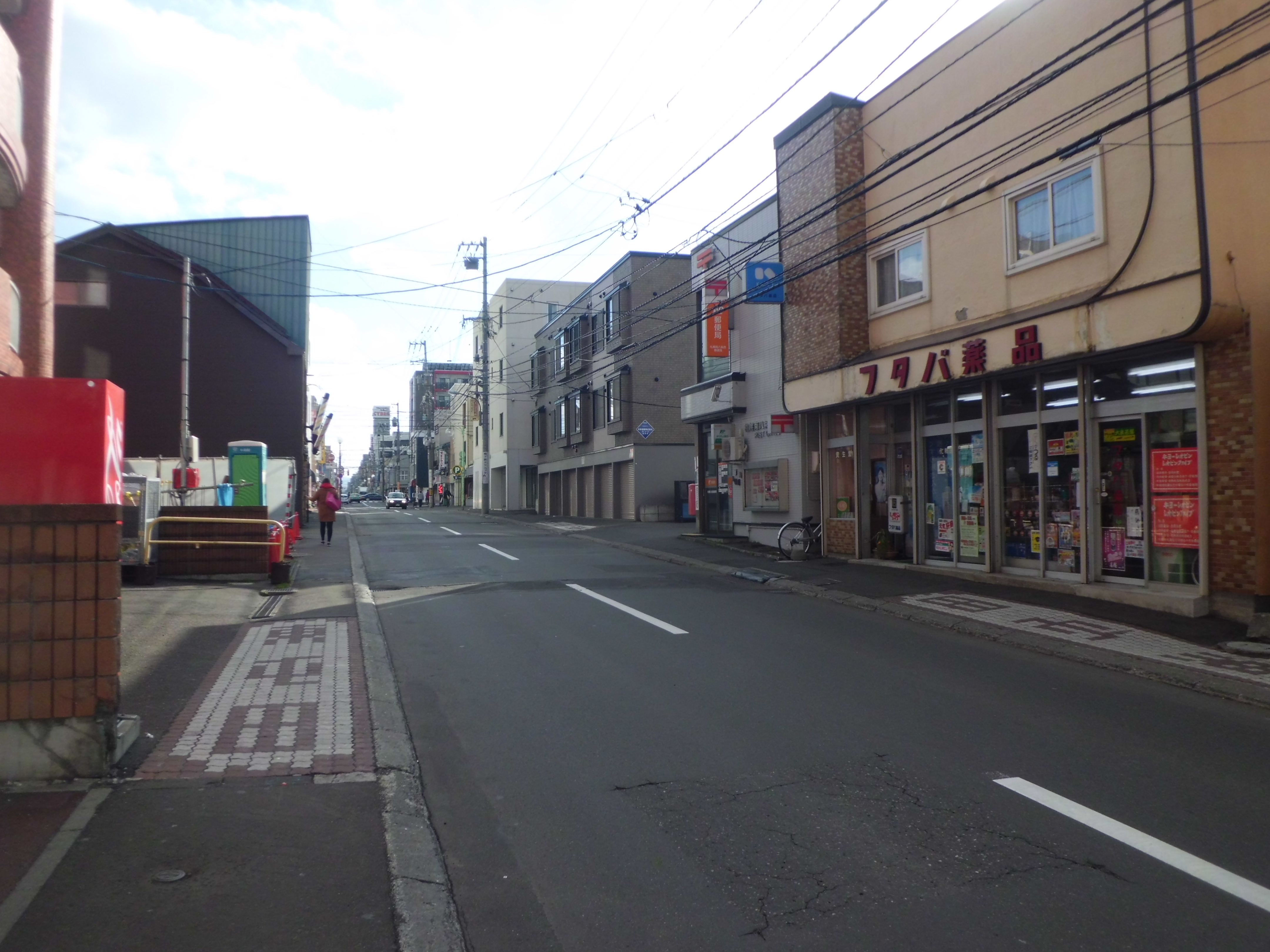
南8条。タイルで「東屯田」と書かれている

東屯田通（ひがしとんでんどおり）は、北海道札幌市中央区南6条西9丁目から南23条西9丁目にかけて、主に山鼻地区を南北に走る市道である。

## 歴史
1876年（明治9年）5月、当時札幌近郊の僻地であった山鼻地区に屯田兵が入植し、山鼻兵村が拓かれた。背中合わせとなった各兵屋の裏口には、4軒共同の井戸が設置されていたが、使用に際して互いの家の中が丸見えになるため、何かと不都合があった。そこで各兵屋の裏口を表口に切り替え、井戸を埋めてその周囲の空間を幅5間（9メートル）の道路へと造り替えた。これが東屯田通と西屯田通の起源である。
東屯田通で当初拓かれたのは、札幌市街地に接続する南6 - 8条にかけての道路だった。この場所は豊平川が形成した札幌扇状地の末端であり、緩やかな斜面になっているため、そこに造られた商店街は「東屯田坂商店街」と名づけられた。映画館の「ミトキ館」や各種金融機関が立ち並ぶその賑わいは、「第2の狸小路」と呼ばれた。
その後は、東本願寺札幌別院裏（南9条）から行啓通（南14条）にかけての商店街も繁盛した。